# Tu-2
Tu-2 (ros. Ту-2) – czteromiejscowy średni bombowiec szturmowy produkcji ZSRR z okresu II wojny światowej, skonstruowany przez więźniów NKWD w Centralnym Biurze Konstrukcyjnym 29 jako samolot o oznaczeniu „103” w zespole pod kierownictwem Andrieja Tupolewa.

## Historia
Prace nad projektem rozpoczęto w 1938 roku, po czym przystąpiono do budowy dwóch prototypów przeznaczonych do prób w locie. Prototyp ANT-58 napędzany dwoma silnikami rzędowymi chłodzonymi cieczą AM-37 został ukończony 3 października 1940 r. i oblatany 29 stycznia 1941 r. przez pilota doświadczalnego M. A. Niuchtikowa i A. M. Akopiana. 
Na podstawie wniosków z oblotu i zapotrzebowania zgłaszanego przez wojsko opracowano kolejną wersję rozwojową oznaczoną ANT-59, w której do dotychczasowej załogi dodano nawigatora, powieszono powierzchnię usterzenia pionowego oraz przekonstruowano przednią i środkową część kadłuba. Oblot nowej wersji nastąpił 15 maja 1941 r., samolot wykazał bardzo dobre właściwości lotne. Wybuch II wojny światowej wymusił na konstruktorach przebudowę samolotu pod kątem zastosowania innej jednostki napędowej. Zakłady produkujące silniki AM-37 otrzymały zadanie produkowania silników AM-38, które służyły do napędu samolotów szturmowych Ił-2. Ponadto szóstego lipca 1941 r. na skutek pożaru silnika doszło do katastrofy w locie, zginęło dwóch członków załogi. Również ewakuacja zakładów przemysłowych z europejskiej części Związku Radzieckiego spowodowała kolejne opóźnienia w postępie prac nad rozwojem konstrukcji.
W tej sytuacji biuro konstrukcyjne dopiero po przeniesieniu do Omska dostosowało płatowiec do zamontowania silników gwiazdowych M-82. Nowa konstrukcja została oblatana 15 grudnia 1941 r. przez pilota M. P. Wasjakina i nawigatora N. M. Panczenko i stała się wzorce do podjęcia produkcji seryjnej. W lutym 1942 r. wyprodukowano pierwsze egzemplarze seryjne, które przekazano do prób wojskowych. Badania zakończono w styczniu 1943 r. i wydano pozytywną opinię o samolocie. Produkcja seryjna na dużą skalę jednak nie ruszyła, gdyż zakłady przewidziane do produkcji Tu-2 dostały za zadanie wdrożenie produkcji samolotów myśliwskich Jak-9. Z uwagi na sytuację na froncie było to zadanie priorytetowe. Zakład nr 166 w Omsku zachował linię produkcyjną Tu-2 celem podjęcia ich produkcji w późniejszym okresie. Do tego momentu udało się wyprodukować 80 egzemplarzy Tu-2, z których 63 przekazano siłom powietrznym ZSRR.
14 czerwca 1943 r. zespół konstrukcyjny Tupolewa otrzymał do dyspozycji Zakład 156 w Moskwie jako miejsce do doskonalenia konstrukcji Tu-2 i remontu już latających egzemplarzy. Dokonano daleko idących zmian w konstrukcji samolotu celem jej uproszenia, standaryzacji i przyspieszenia produkcji. Zmniejszono liczbę zbiorników paliwa do czternastu, zmodyfikowano uzbrojenie obronne oraz wyposażenie. Masa samolotu zmniejszyła się o 400 kg, a czas produkcji skrócił o ok. 3000 roboczogodzin. Od września do grudnia 1943 r. prowadzono próby zakładowe połączone z państwowymi. Produkcja seryjna Tu-2 z silnikami M-82FN rozpoczęła się jeszcze w 1943 r. w Zakładzie nr 23 w Moskwie, do końca roku wyprodukowano 25 egzemplarzy. 
Pierwsze samoloty serii produkcyjnej dostarczono wiosną roku 1944. Samolot charakteryzował się doskonałymi właściwościami operacyjnymi, co zapewniały jego wysokie osiągi, odporność i wszechstronność w roli bombowca i samolotu szturmowego. Jedynymi innymi modelami, jakie na większą skalę wzięły udział w operacjach bojowych w czasie II wojny światowej, był samolot dalekiego zasięgu Tu-2D oraz samolot rozpoznania fotograficznego Tu-2R. Samoloty Tu-2 były przede wszystkim eksploatowane w lotnictwie radzieckim. Były także przedmiotem eksportu. Chińskie Tu-2 były używane bojowo podczas wojny koreańskiej.

## Samoloty Tu-2 w polskim lotnictwie wojskowym
10 października 1949 roku na lotnisku w Legnicy odebrano osiem samolotów Tu-2, większość w wersji Tu-2S, a co najmniej jeden w wersji szkolno-treningowej UTu-2. Wszystkie samoloty, o numerach bocznych 1 do 8, zostały przyjęte początkowo przez 7 pułk bombowców nurkujących stacjonujący na lotnisku Ławica w Poznaniu, później część trafiła do innych pułków lotniczych. Pomimo planów dalszych zakupów, pozostały one jedynymi samolotami tego typu w lotnictwie polskim.
Najdłużej – w latach 1950-1955, używano czterech maszyn w 30 pułku lotnictwa Marynarki Wojennej. Dwa samoloty Tu-2 zostały rozbite w wypadkach w 1952 i 1955 roku.
W 1955 roku dwa egzemplarze zostały przekazane do 19 lotniczej eskadry holowniczej w Świdwinie, gdzie były wykorzystywane do 1956 roku do holowania rękawów w czasie ćwiczeń pilotów myśliwskich w strzelaniach powietrznych.
W 1956 roku samolot oznaczony numerem „5” trafił z 19 leh do Instytutu Technicznego Wojsk Lotniczych, gdzie został przerobiony na latające laboratorium między innymi do prób foteli wyrzucanych.
Samoloty Tu-2 zostały wycofane z eksploatacji na początku lat 60. XX wieku. Dwa samoloty (nr 5 i 8) zostały przekazane do Muzeum Lotnictwa Polskiego w Krakowie i Muzeum Wojska Polskiego w Warszawie.
Od 1949 roku w Polsce używano także 6 samolotów szkolnych UTB-2 bazujących na konstrukcji Tu-2.

## Opis konstrukcji

Silnik ASz-82FN eksponowany w MLP w Krakowie

Dwusilnikowy średniopłat o konstrukcji całkowicie metalowej. 
Kadłub o konstrukcji półskorupowej, czteropodłużnicowej, podzielony na trzy sekcje. W pierwszej znajdowało się stanowisko pilota i nawigatora-bombardiera, część środkowa stanowiła całość z centropłatem, znajdowała się w niej komora bombowa i dwa zbiorniki paliwa. W części tylnej znajdowało się stanowisko tylnego strzelca-radiotelegrafisty i dolnego strzelca, luk awaryjnego opuszczania samolotu oraz część ogonowa. W części przedniej pokrycie było wykonane częściowo ze sklejki, częściowo z blachy aluminiowej, część środkowa i tylna była kryta blachą. 
Skrzydło trójdzielne, trójdźwigarowe. Zamontowane w nim były zbiorniki paliwa, lotki szczelinowe typu Friese i klapy krokodylowe typu Schrenk. Na dolnej powierzchni lewego skrzydła znajdowały się dwa reflektory do lądowania.
Usterzenie wolnonośne z jednodźwigarowymi podwójnymi statecznikami pionowymi o konstrukcji metalowej, pokrycie powierzchni sterowych wykonano z płótna. Stery wysokości i kierunku wyważone trymerami.
Podwozie trójpunktowe z kółkiem ogonowym, chowane w locie. Koła główne pojedyncze, z amortyzacją olejowo-powietrzną i hamulcami hydraulicznym. Napędzane siłownikami hydraulicznymi, w sytuacji awaryjnej opuszczenie podwozia następowało z wykorzystaniem sprężonego powietrza. 
Napęd stanowiły dwa czternastocylindrowe silnik gwiazdowe Szwiecow ASz-82FN zbudowane w układzie podwójnej gwiazdy. Rozruch silników mógł być wykonany z użyciem naziemnego startera bądź z wykorzystaniem sprężarki AK-50M zamontowanej na prawym silniku. Od dwudziestego egzemplarza seryjnego w samolotach były zamontowane śmigła czterołopatowe Aw-9WF-21K o średnicy 3,6 metra. Samolot zabierał 2800 litrów paliwa w czternastu samouszczelniających się zbiornikach.

## Wersje
- ANT-58 – prototyp Tu-2
- ANT-59 – zmodernizowany prototyp Tu-2
- ANT-60 – zmodernizowany prototyp Tu-2
- Tu-2 – samolot produkcji seryjnej
- Tu-2S – ulepszona wersja samolotu
- Tu-2D – samolot dalekiego zasięgu
- Tu-2R – samolot rozpoznania fotograficznego
- UTu-2 – wersja szkolno-bojowa (dwuster)[1]
- UTB-2 – samolot szkolny bazujący na konstrukcji Tu-2[1]

## W muzeach
- Bułgaria
  - Muzeum Lotnictwa w Krumowie, Obwód Płowdiw – Tu-2T, nr taktyczny 27
- Chiny
  - Chińskie Muzeum Lotnictwa pod Pekinem
- Polska
  - Muzeum Lotnictwa Polskiego w Krakowie – Tu-2S, samolot przystosowany do prób z fotelami wyrzucanymi[2]
  - Muzeum Wojska Polskiego w Warszawie – Tu-2S, nr taktyczny 8, samolot 7 Samodzielnego Bombardująco-Nurkowego Pułku Lotniczego[3]
- Rosja
  - Centralne Muzeum Sił Lotniczych Federacji Rosyjskiej w Monino pod Moskwą

## Galeria

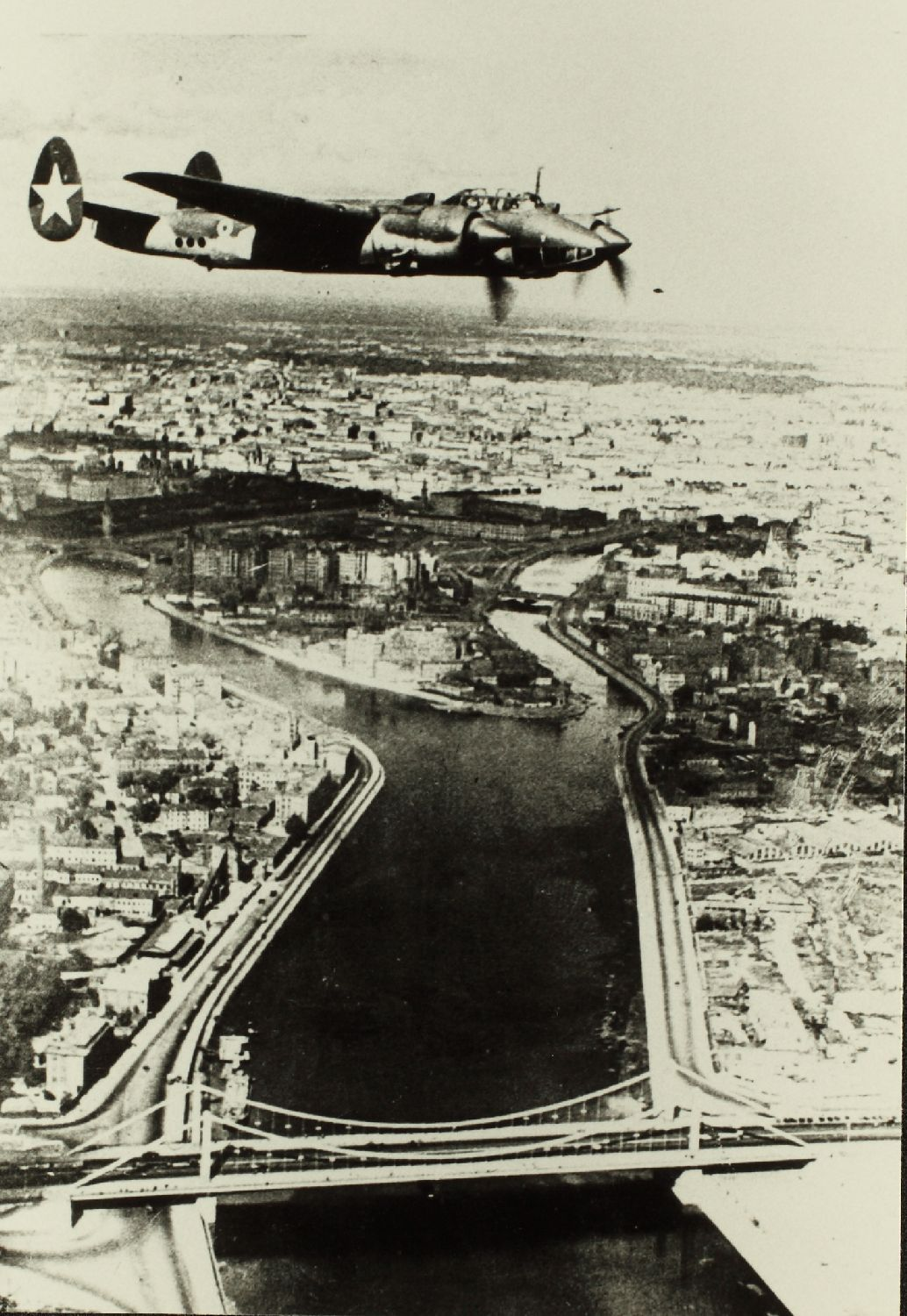
Tu-2 nad Moskwą
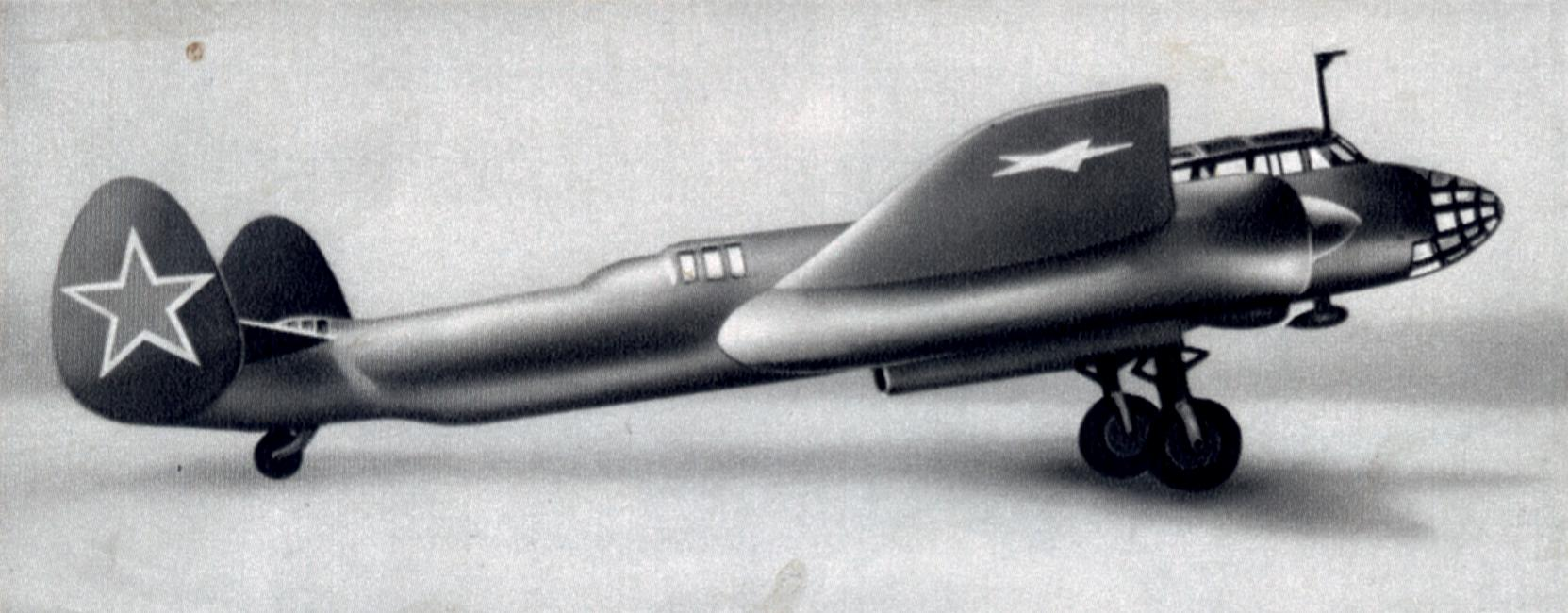
UTB
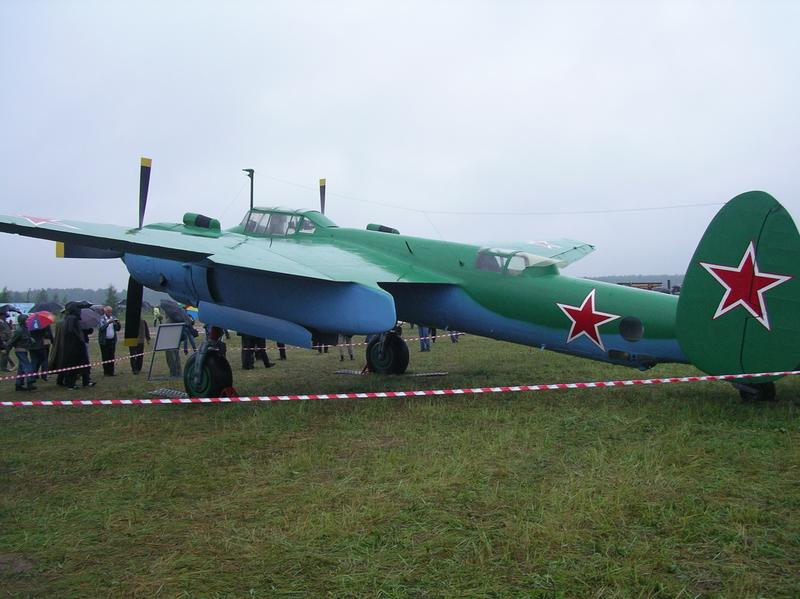
Tu-2 w muzeum w Monino
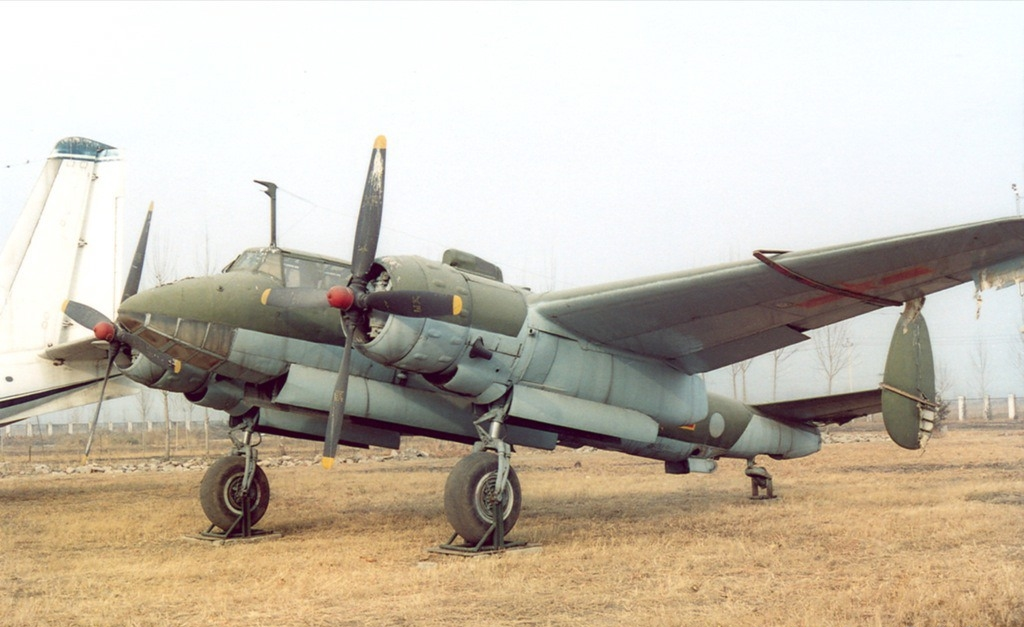
Tu-2 w muzeum w Chinach
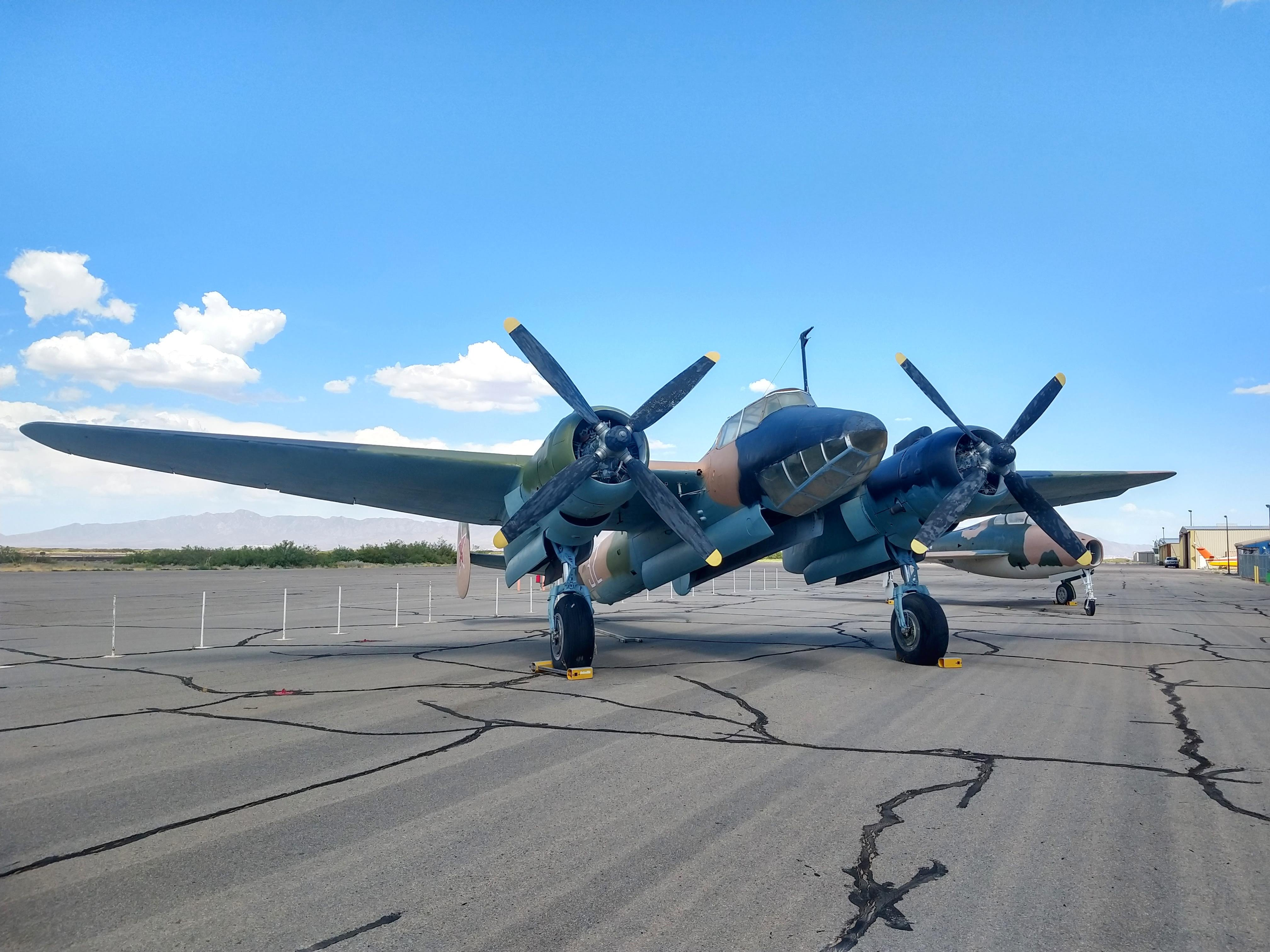
Tu-2 w muzeum w USA